# Rudolf Jernström
Per Rudolf Jernström, född 7 oktober 1874 i Turinge, Stockholms län, död 23 juni 1953 i Stockholm, var en svensk miniatyrmålare. 
Han var son till slöjdläraren August Jernström och hans hustru Eva och från 1906 gift med Augusta Wilhelmina Olsson. Jernström studerade på 1890-talet vid Tekniska skolan i Stockholm och bedrev därefter självstudier i miniatyrmåleri. Han medverkade i Baltiska utställningen i Malmö 1914 och var representerad vid utställningar på Gummesons konsthall och Liljevalchs konsthall. Han var huvudsakligen verksam som miniatyrmålare, bland annat beställde Gustaf V elva miniatyrporträtt som delades ut till kungafamiljens damer. Vid sidan av sitt eget skapande var han verksam med kopiering och restaurering vid Nationalmuseum. Jernström är begravd på Norra begravningsplatsen utanför Stockholm.